# Molí d'Arde
El molí d'Arde és un edifici de la Ràpita (Montsià) inclòs a l'Inventari del Patrimoni Arquitectònic de Catalunya.

## Descripció
Edifici és en forma de "T", i a l'ala central té la planta rectangular amb un alçat compost per una planta baixa i tres pisos. A la primera, el vèrtex té un seguit de finestres per totes dues bandes i la part superior de la separació de pisos està emmarcada per una petita motllura a la manera d'una cornisa.
Els tres pisos superiors tenen una composició de finestres quadrades i portes, amb canaleres verticals, d'igual forma. Entre el segon i el tercer, a la façana principal hi ha un rètol que diu: "ARDE.S.A.". A la part superior la façana té un frontó emmarcat per motllures, la de la part inferior voreja tota la façana.
A la banda dreta, per la part davantera hi ha un ala que en tot el seu recorregut repeteix simètricament una composició de finestra en alt, pilar quadrat sobresortint a l'exterior.
A la banda esquerra hi ha un ala adossada a la part posterior, de planta rectangular.
Tot el conjunt guarda una composició simètrica que li dona uniformitat.
A la part davantera hi ha unes extensions a manera de patis, fetes de rajola plana, en diferents nivells que són els sequers.

## Història
Molí pertanyent a la companyia "Arrocerías Reunidas del Ebro", una de les societats privades més importants de la comercialització de l'arròs del Delta. ARDE va tenir una vintena de molins entre Tortosa, Amposta, l'Aldea, etc.
A la Ràpita hi havia el molí de Canicio, Murall i Beltran, que també va tenir fàbrica de gel, i el molí d'Isidro, que també va ésser d'ARDE.